# Artachaea rubida
Artachaea rubida Bergh, 1881 è un  mollusco nudibranchio della famiglia Dorididae. È l'unica specie nota del genere Artachaea.